# جوزيبي جانيني
جوزيبي جانيني (Giuseppe Giannini)، (روما، 20 أغسطس 1964)، لاعب كرة قدم إيطالي سابق، ومدرب كرة قدم إيطالي حالي.
ويقوم بتدريب فريق جاليوبلي الإيطالي الذي يلعب في السريا B.
و اليوم بدأ بتدريب منتخب اللبناني لكرة القدم
واهم مبارياته كانت ضد العراق وديا والكويت في تصفيات كأس آسيا 2015.وقع عقدا لمدة سنتين مع المنتخب اللبناني
منتخب إيطاليا لكرة القدم.

## مسيرته الكروية
لعب جوزيبي جانيني خلال مسيرته الاحترافية مع 4 أندية في تسعة عشر موسمًا وسجل خلالها 55 هدفًا ضمن 385 مباراة. حيث فاز في أربعة مواسم بالكأس وفي موسم واحد بالدوري.
خاض جوزيبي جانيني مسيرته مع نادي روما في موسم 1981–82 ليلعب معه خمسة عشر موسمًا، مشاركًا في 318 مباراة سجل خلالها 49 هدفًا. ثم انتقل إلى نادي شتورم غراتس في موسم 1996–97 لمدة موسم واحد، حيث شارك في 16 مباراة سجل خلالها هدفين. لينتقل بعدها إلى نادي ليتشي في موسم 1997–98 ولمدة موسمين، مشاركًا في 47 مباراة سجل خلالها 4 أهداف.

## روابط خارجية
- جوزيبي جانيني على موقع الاتحاد الأوربي (الإنجليزية)
- جوزيبي جانيني على موقع قاعدة بيانات كرة القدم.إي يو (الإنجليزية)
- جوزيبي جانيني على موقع ناشيونال فوتبول تيمز (الإنجليزية)
- جوزيبي جانيني على موقع عالم كرة القدم.نت (الإنجليزية)
- جوزيبي جانيني على موقع كووورة